# Alojz Tkáč

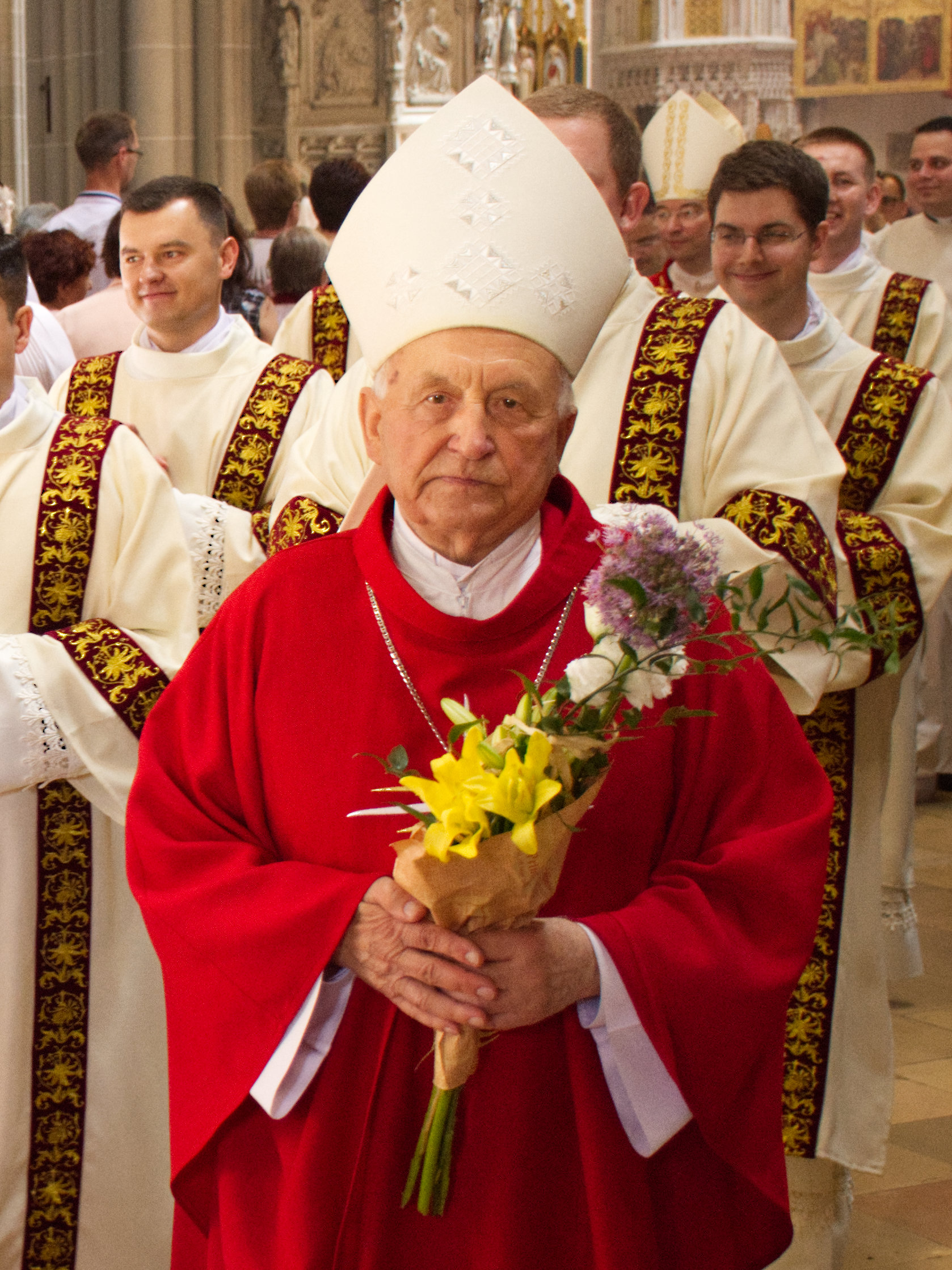
Alojz Tkáč (Juni 2019)

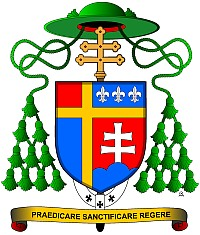
Erzbischofswappen

Alojz Tkáč (* 2. März 1934 in Ohradzany, Okres Humenné, Tschechoslowakei; † 23. Mai 2023 in Košice, Slowakei) war ein slowakischer Geistlicher und römisch-katholischer Erzbischof von Košice.

## Leben
Alojz Tkáč empfing am 25. Juni 1961 die Priesterweihe für das Bistum Košice.
Papst Johannes Paul II. ernannte ihn am 14. Februar 1990 zum Bischof von Košice. Die Bischofsweihe spendete ihm der Kardinalpräfekt der Kongregation für die Evangelisierung der Völker, Jozef Tomko, am 17. März desselben Jahres; Mitkonsekratoren waren Ján Sokol, Erzbischof von Trnava, und Ján Chryzostom Korec SJ, Bischof von Nitra. 
Mit der Erhebung des Bistums Košice zum Erzbistum am 31. März 1995 wurde er zum Erzbischof von Košice ernannt. Am 4. Juni 2010 nahm Papst Benedikt XVI. sein aus Altersgründen eingereichtes Rücktrittsgesuch an.